# Niko Vavrousek
Niko Vavrousek (* 19. Februar 1991) ist ein österreichischer Fußballspieler. Seit 2016 spielt er für den TSV St. Johann in der österreichischen dritten Liga.

## Karriere
Vavrousek begann seine Karriere beim SK Bischofshofen. 2010 wechselte er zum TSV St. Johann. 2014 wechselte er zum SV Austria Salzburg, mit dem er 2015 den Aufstieg in den Profifußball feierte. Sein Profidebüt gab er am 1. Spieltag 2015/16 gegen den SKN St. Pölten. Im Jänner 2016 kehrte er zum Amateurklub TSV St. Johann zurück.